# Blowin’ in the Wind
«Blowin' in the Wind» (с англ. — «В дуновении ветра») — песня популярного американского певца и поэта Боба Дилана, выпущенная в 1963 году. Вышла в альбоме The Freewheelin' Bob Dylan, а также как отдельный сингл. В 1999 году песня получила премию «Грэмми» и была внесена в Зал славы Грэмми. Песня занимает 14-е место в списке «500 величайших песен всех времён» по версии журнала Rolling Stone. Официальный релиз песни «Blowin' In The Wind» состоялся 27 мая 1963 года на лейбле «Columbia Records». Жанр музыки этой песни музыковеды определяют, как фолк. В 1960-е годы «Blowin' In The Wind» стал гимном движения за гражданские права жителей Америки, поскольку эта песня раскрывала такие темы, как война и мир, свобода и счастье. Припев песни «Ответ, мой друг, витает в воздухе» (англ. The answer, my friend, is blowin' in the wind), был охарактеризован музыковедами, как «неоднозначный». В чарте Billboard в июле 1963 года песня «Blowin' In The Wind» заняла 2-е место. Многие певцы и музыканты в дальнейшем исполняли свои кавер-версии на песню Боба Дилана. Свои версии этой песни записали такие своеобразные музыканты, как Марлен Дитрих, Элвис Пресли, «Peter, Paul and Mary», «The Hollies», Дюк Эллингтон, Нил Янг, Этта Джеймс, Трини Лопес, Стиви Уандер и Долли Партон.
В 1997 году Дилан был приглашён в Ватикан на международный конгресс католической церкви, где он исполнил три другие свои песни («Knockin' on Heaven’s Door», «A Hard Rain’s a-Gonna Fall» и «Forever Young»), но папа Иоанн Павел II, вероятно хорошо знакомый с его творчеством, упомянул про песню «Blowin' in the Wind». Он назвал её возможно одной из самых известных песен Дилана, которая стала гимном для многих молодых людей, искавших смысл жизни в 1960-х годах. В своей речи перед толпой в 300 000 молодых итальянских католиков Папа упомянул «Blowin' in the Wind», сказав, что "ответ несомненно «на ветру», но не том, который сдувает, а «на ветру Святого духа, который приведёт к Христу». Дилан, исполнив песни, снял свою бежевую ковбойскую шляпу и поднялся на помост поприветствовать Иоанна Павла. «Blowin' in the Wind» особенно подняли на знамя во время борьбы против войны во Вьетнаме во второй половине 1960-х. В 1960-70-х годах многие протестантские церкви стали исполнять эту песню как гимн. Боб Дилан в разное время числился агностиком, затем новообращённым христианином. Также он посещает иудейские религиозные мероприятия.

## История песни

### Оригинал
Первоначальное название этой песни звучало, как «Девять вопросов» (англ. Nine Questions). И только потом она стала называться по строчке из припева. В начале песня состояла из двух куплетов, и первое её публичное исполнение состоялось 16 апреля 1962 года в «Gerde's Folk City» (кафе-клуб в Гринвич Вилледж), в Нью-Йорке, с двумя куплетами сохранилось на бутлегерских записях. Вскоре после этого выступления, Дилан добавил в середину ещё один куплет. В печатном виде 2-й и 3-й куплеты часто указываются в неверном порядке. Вероятной причиной этого является то, что Дилан добавил третий куплет к оригиналу своей рукописи, решив не создавать копию сочинения с внесёнными изменениями. По словам Дилана, источником вдохновения для этой песни послужил старый спиричуэл «No More Auction Block». Текст песни был впервые издан в мае 1962 года в шестом выпуске журнала Broadside. Журнал основан Питом Сигером и посвящён популярным песням современности. Дилан впервые исполнил песню на британском телевидении в январе 1963 года. Тогда музыкант принял участие в телеспектакле «Би-би-си» — «Сумасшедший дом на Касл-Стрит».
В июне 1962 года история песни вошла в книгу Sign Out! с комментариями Боба Дилана:

Об истории создания этой песни я могу рассказать немногое. Важно лишь то, что ответ, действительно, — «в дуновении ветра». Этот ответ нельзя найти ни в одной книге, фильме, телевизионном шоу или услышать на семинаре. Поймите, что ответ всего лишь ветер — и живёт он в дуновении ветра. Многие знающие люди пытаются убедить меня, что ответ на мой вопрос существует, но я отказываюсь верить в это. Я по-прежнему утверждаю, что ответ знает только ветер. Наша главная проблема в том, что мы не предпринимаем попыток найти этот ответ, и даже, когда нам кажется, что мы совсем близки к нему… этот ответ снова улетает, подобно дуновению ветра. Я считаю, что самые ужасные преступники - это те, кто поворачивается спиной, увидев , что вокруг происходят неправильные вещи. Мне всего лишь 21 год, и я понимаю, что мне известно немногое… Те, кому уже не 21, безусловно, умнее и опытнее. Оригинальный текст (англ.)There ain’t too much I can say about this song except that the answer is blowing in the wind. It ain’t in no book or movie or TV show or discussion group. Man, it’s in the wind—and it’s blowing in the wind. Too many of these hip people are telling me where the answer is but oh I won’t believe that. I still say it’s in the wind and just like a restless piece of paper it’s got to come down some ... But the only trouble is that no one picks up the answer when it comes down so not too many people get to see and know ...and then it flies away I still say that some of the biggest criminals are those that turn their heads away when they see wrong and know it’s wrong. I’m only 21 years old and I know that there’s been too many... You people over 21, you’re older and smarter.— Боб Дилан

### Значение песни
Сын человеческий! Ты живёшь среди дома мятежного; у них есть глаза, чтобы видеть, а не видят; у них есть уши, чтобы слышать, а не слышат; потому что они — мятежный дом
Текст песни, возможно, написан под влиянием Ветхого Завета, Книга пророка Иезекииля, 12:1—2. (сравните 12:1—2 и отрывок из песни, написанный Диланом «Сколько ушей нужно человеку, чтобы услышать… Сколько раз человек может отворачиваться, прежде, чем увидеть?…»). Музыкальный критик Майкл Грэй предположил, что текст песни является примером объединения Диланом библейского текста. Особая риторическая форма, развёрнутая в Новом Завете, лежит в основе текста из книги пророка Иезекииля.
«Blowin' in the Wind» получил всемирную известность, когда песню записали американское фолк-трио Peter, Paul and Mary, продюсером которой был менеджер Дилана, Альберт Гроссман. Сингл имел невероятные показатели продажи — 300 000 экземпляров за первую неделю. 13 июля 1963 года песня заняла 2-е место в хит-параде «Биллборд», продажи превысили миллион экземпляров. Один из участников трио, Питер Ярроу, вспоминал, что когда он сказал Дилану, что тот может получить больше 5000 долларов от авторских прав на эту песню, Дилан промолчал. Версия Peter, Paul and Mary также провела пять недель в хит-параде Hot Adult Contemporary Tracks. «Blowin' in the Wind» считается гимном движения за гражданские права 1960-х. В сентябре 2005 года «BBC» показала документальный фильм Мартина Скорсезе «Нет пути назад: Боб Дилан» о жизни и творчестве молодого Дилана. В документальном фильме одна из активисток этого движения и госпел-певица Мэвис Стэплз описывает своё изумление, когда она впервые услышала эту песню — она не могла понять, как молодой белый человек мог написать песню так выразительно передавшую надежды и чаяния чернокожих.
Под впечатлением от песни звезда ритм-энд-блюза Сэм Кук написал центральное произведение соул-музыки 1960-х — «A Change Is Gonna Come» (с англ. — «Грядут перемены»), величавый гимн борьбы чернокожих за равенство. Запись вошла в «концертный» альбом музыканта 1964 года — Live At the Copacabana. Однако основным исполнителем песен Дилана в эти годы была его невеста, Джоан Баэз, значительная часть репертуара которой в то время принадлежала перу Дилана.
Музыкальный критик Энди Джилл пишет:

 «Blowin' in the Wind» обозначила существенный разрыв в песенном творчестве Дилана. В сравнении с более ранними довольно простыми песнями вроде «The Ballad of Donald White» и «The Death of Emmett Till», в «Blowin' in the Wind» Дилан открыл для себя действенность перехода от частного к общему. В то время как значение «The Ballad of Donald White» полностью исчерпывается казнью криминального героя песни, туманный смысл «Blowin' in the Wind» может быть приложен к любому аспекту такого общего понятия как свобода. Она остаётся песней, с которой имя Дилана наиболее неразрывно связано, песней, поддерживающей его репутацию борца за гражданские права, не взирая на любые позднейшие изменения его стиля и позиции.. Оригинальный текст (англ.)'Blowin' in the Wind' marked a huge jump in Dylan's songwriting. Prior to this, efforts like 'The Ballad of Donald White' and 'The Death of Emmett Till' had been fairly simplistic bouts of reportage songwriting. 'Blowin' in the Wind' was different: for the first time, Dylan discovered the effectiveness of moving from the particular to the general. Whereas 'The Ballad of Donald White' would become completely redundant as soon as the eponymous criminal was executed, a song as vague as 'Blowin' in the Wind' could be applied to just about any freedom issue. It remains the song with which Dylan's name is most inextricably linked, and safeguarded his reputation as a civil libertarian through any number of changes in style and attitude.— Энди Джилл
В аннотации к альбому The Bootleg Series Volumes 1–3 (Rare & Unreleased) 1961–1991, Джон Болди пишет, что Пит Сигер высказал предположение о том, что мелодия песни «Blowin' in the Wind» основана на старом негритянском спиричуэле «No More Auction Block». Автор книги «Народные песни Северной Америки» (англ. The Folk Songs of North America) Алан Ломэкс утверждает, что песня сочинена канадскими неграми, которые поселились там после отмены рабства в Британии (1833). В 1978 году Дилан сам признал заимствование в интервью Марку Роулэнду:

«Blowin' in the Wind» хранит дух этого спиричуэла. Я взял за основу мелодию спиричуэла «No More Auction Block». «Blowin' in the Wind» содержит ту же идею, что и этот спиричуэл.— 
Запись, когда Дилан исполняет «No More Auction Block» была записана в кафе-клубе Гринвич в октябре 1962 года. Запись вошла в альбом The Bootleg Series Volumes 1—3 (Rare & Unreleased) 1961—1991. Дилан периодически подчёркивал, что он не политик, не пророк и не политический представитель молодого поколения, а музыкант. Во время первого исполнения «Blowin' in the Wind» Дилан предупредил слушателей о том, что песня не является политической. В августе Дилан был приглашён на фестиваль фолк-музыки в Ньюпорте. На фестивале Дилан исполнил несколько песен, в том числе «Playboy & Playgirl» вместе с Питом Сигером, за которым последовало авторское исполнение песни «Blowin' in the Wind». Во время того же концерта Боб, Джоан, Пит, «Peter, Paul and Mary», Бикел, «Freedom Singers», взявшись за руки, исполнили знаменитый гимн «We Shall Overcome» (с англ. — «Мы преодолеем»).

## Ложные обвинения в плагиате
В ноябре 1963 года американский журнал Newsweek обвинил Дилана в том, что он украл песню «Blowin' in the Wind» у одного студента из Нью-Джерси, Лорре Вьятт: его однокурсники сообщали, что слышали от студента эту песню ещё до того, как она обрела известность в исполнении Дилана и трио Peter, Paul & Mary.
Когда Вьятта спросили, почему он перестал её исполнять, тот ответил, что продал права на песню за одну тысячу долларов, а деньги пожертвовал на благотворительность. Как выяснилось позже, текст песни был издан Диланом ещё в 1962 году, в журнале Broadside, где его и вычитал Вьятт. Много лет спустя он объяснялся в интервью, что чувствовал комплекс из-за своей бездарности и украл песню, чтобы подпитать свою популярность в составе студенческого коллектива самодеятельности. В своём обмане Вьятт признался в 1974 году журналу New Times.

## Дальнейшая судьба песни
В книге английского писателя Дугласа Адамса «Путеводитель для путешествующих автостопом по галактике» первая строка песни «Сколько путей должен каждый пройти?» (англ. How many roads must a man walk down?) предлагается в качестве «Окончательного Вопроса» (см. Ответ на главный вопрос жизни, вселенной и всего такого). Также существует предположение, что эта строка является намёком на песню Билла Брунзи — «When Will I Get to be Called a Man?» (с англ. — «Когда я смогу назвать себя человеком?»). В фильме режиссёра Роберта Земекиса «Форрест Гамп» перед отправкой во Вьетнам Форрест находит Дженни в стриптиз-клубе, когда она исполняет песню Боба Дилана «Blowin' in the Wind». При этом конферансье представляет её как «Бобби Дилан». На саундтреке к фильму эту песню исполняет Джоан Баэз (альбом From Every Stage, 1976 год).
В 1975 году текст песни был включён в учебник английского языка для средней школы в Шри-Ланке. Известно, что в те годы шли споры о замене данного стихотворения другим, более подходящим, каким явилось, на взгляд редакторов, сочинение Уильяма Шекспира. Во время протестных манифестаций в США против войны в Ираке, многие обозреватели заметили, что демонстранты не поют новых песен, предпочитая «Blowin' in the Wind» и ей подобные старые песни.
В 2009 году Боб Дилан согласился на использование своей композиции в телевизионной рекламе британской компании «The Co-operative». «The Co-operative» утверждали, что Дилан принял это решение, руководствуясь «высокими этическими принципами справедливой торговли». Дилан заключил соглашение с «The Co-operative», занимающейся подготовкой серии телевизионных рекламных роликов продуктовых магазинов, похоронных бюро и финансовых услуг. Представитель «The Co-operative» заявил, что «Blowin' in The Wind» абсолютно точно выражает оптимизм компании. Сотрудничество с «The Co-operative» стало для Дилана не первым участием в рекламной кампании. В 2004 году музыкант снялся в рекламе нижнего белья фирмы «Victoria's Secret».

## Кавер-версии
Песня «Blowin' in the Wind» исполнялась и записывалась другими музыкантами. Наиболее известная из них — версия фолк-трио «Peter, Paul & Mary», записавшие песню в июне 1963 года, спустя три недели после выпуска альбома Боба Дилана The Freewheelin' Bob Dylan. Версия Peter, Paul & Mary использовалась в качестве заглавной песни третьего альбома группы и заняла 2-е место в хит-параде Billboard. Версия «Peter, Paul & Mary» также заняла 1-е место в хит-параде «Adult contemporary music» в течение пяти недель.
Торе Лагергрен перевёл текст песни на шведский язык, Och vinden ger svar (англ. «and the wind gives answer»). Песню записали шведский певец Лассе Лендаль и Берндт Отто Беппо. Обе версии вошли в шведский хит-парад Svensktoppen в 1963 году. В период с 9-15 ноября версия Лендаля занимала шестое и седьмое место. 12 октября того же года версия Берндта Отто Беппо занимала 8-е место в хит-параде «Svensktoppen». Обе версии выпущены в формате сингла на стороне «А» в 1963 году. «Och vinden ger svar» также записали музыканты шведской группы Sven-Ingvars. Песня была выпущена синглом с «Б»-стороной «Du ska tro på mej» в марте 1967 года.
Песня была переведена на румынский язык поэтом Адрианом Пэунеску. В румынском переводе песня называется «Vânare de vânt» («Windhunting»).
На польском языке песню исполняла Марыля Родович («Odpowie Ci Wiatr» — «Тебе ответит ветер»).
На русский язык песню перевела известный поэт-песенник Татьяна Сикорская, под названием «На крыльях ветра» (опуб. в антологии «Голоса Америки», 1976). Исполнялось ансамблем «Дружба».  Также песню исполняет Умка, на собственный текст, отчасти перекликающийся с оригиналом. Песня называется «Вопрос на засыпку», впервые исполнена в 2005 году и вошла в альбом «След от самолёта» (2010).
На украинском языке песню исполняет киевская группа Каменный Гость, с переводом очень близким к оригиналу. Песня называется «Вітер десь носить» и записана на альбоме «60/70» (2012).
| Год  | Исполнитель                   | Альбом                                                                    |
| ---- | ----------------------------- | ------------------------------------------------------------------------- |
| 1963 | Peter, Paul & Mary            | «In the Wind»                                                             |
| 1963 | Одетта Холмс                  | «Odetta Sings Folk Songs»                                                 |
| 1963 | Мари Лафоре                   | «Banks on the Ohio»                                                       |
| 1963 | Бобби Дарин                   | «Golden Folk Hits»                                                        |
| 1964 | Марианна Фэйтфул              | «Come My Way»                                                             |
| 1964 | Марлен Дитрих                 | нем. «Die Antwort weiß ganz allein der Wind»                              |
| 1964 | Аструд Жилберту и Стэн Гетц   | инструм. аранж. для сингла Garota de Ipanema                              |
| 1964 | Линда Мейсон                  | «How Many Seas Must A White Dove Sail»                                    |
| 1965 | Шер                           | «All I Really Want to Do»                                                 |
| 1965 | Чет Аткинс                    | «More of That Guitar Country»                                             |
| 1965 | Джонни Риверс                 | «Johnny Rivers Rocks the Folk»                                            |
| 1965 | The Seekers                   | «Hide & Seekers»                                                          |
| 1965 | Джеки Дешэннон                | «Jackie: In the Wind»                                                     |
| 1965 | Дюк Эллингтон                 | «Ellington '65»                                                           |
| 1966 | Стиви Уандер                  | «Up-Tight»                                                                |
| 1966 | Pasarea Colibri               | «Ciripituri»                                                              |
| 1967 | Лорел Эйткен                  | «Reggae In The Wind»                                                      |
| 1968 | Овертон Райт                  | «Nucleus Of Soul»                                                         |
| 1968 | Стэнли Тёррентайн             | «Common Touch»                                                            |
| 1969 | The Hollies                   | «Hollies Sing Dylan»                                                      |
| 1969 | Макс Ромео                    | «A Dream»                                                                 |
| 1969 | Эдвин Хокинс                  | «Oh Happy Day»                                                            |
| 1969 | Дайана Росс и The Supremes    | «Cream of the Crop»                                                       |
| 1970 | Les Humphries Singers         | «Rock My Soul»                                                            |
| 1970 | Хьюго Монтенегро              | «Bob Dylan’s Finest Songs»                                                |
| 1976 | Джоан Баэз                    | «From Every Stage» саундтрек к фильму «Форрест Гамп», «Я, снова я и Ирэн» |
| 1979 | The Spotnicks                 | «Saturday Night Music»                                                    |
| 1991 | Нил Янг                       | «Weld»                                                                    |
| 1994 | Джуди Коллинз                 | «Live At Newport»                                                         |
| 1994 | The Hooters                   | «The Hooters Live»                                                        |
| 1997 | Элвис Пресли                  | «Platinum: A Life In Music»                                               |
| 1998 | Герард Квинтана               | «Els Miralls de Dylan» (англ. Mirrors of Dylan)                           |
| 2001 | Me First and the Gimme Gimmes | «Blow in the Wind»                                                        |
| 2002 | Эммерсон Ногейра              | «Versão Acústica 2»                                                       |
| 2002 | The Abyssinians               | «Live in San Francisco»                                                   |
| 2002 | Этта Джеймс                   | «Burnin' Down the House: Live at the House of Blues»                      |
| 2005 | Джулз Холланд                 | «Swinging the Blues, Dancing the Ska»                                     |
| 2005 | Долли Партон                  | «Those Were the Days»                                                     |
| 2007 | Doodletown Pipers             | «Here Come the Doodletown Pipers»                                         |
| 2007 | Mountain                      | «Masters of War»                                                          |
| 2007 | Нена                          | «Cover Me»                                                                |
| 2008 | Noon                          | «Pewne Sekwencje»                                                         |
| 2008 | Юг Офре                       | «Hugues Aufray chante Bob Dylan»                                          |
| 2009 | Джей Брэннан                  | «In Living Cover»                                                         |
| 2010 | All Angels                    | «Starlight»                                                               |
| 2010 | Умка                          | «След от самолёта»                                                        |
| 2011 | Vains of Jenna                | «Reverse Tripped»                                                         |
| 2012 | Каменный Гость                | «60/70»                                                                   |